# Климовичи (Брестская область)
Климовичи (бел. Клімовічы) — деревня в Брестском районе Брестской области Белоруссии. Входит в состав Чернинского сельсовета.

## География
Деревня расположена примерно в 11 км к северо-востоку от центра города Бреста. В 5,5 км юго-восточнее деревни расположена платформа Кошелево железнодорожной линии Барановичи — Брест. В 4 км южнее деревни Селяхи проходит автомагистраль М1. Ближайшие населённые пункты — деревни Селяхи и Велюнь.

## История
В письменных источниках упоминается с XVI века как село в Берестейском повяте и воеводстве ВКЛ.
В XIX веке — деревня Брестском уезде Гродненской губернии в составе имения Черни, принадлежавшего Ф. Ягмину. В 1858 году была центром сельской общины.
В 1905 году — деревня Косичской волости того же уезда.
После Рижского мирного договора 1921 года — в составе гмины Косичи Брестского повята Полесского воеводства Польши, 16 дворов.
С 1939 года — в составе БССР.